# Episodi di Due fantagenitori (sesta stagione)
La sesta stagione di Due fantagenitori è composta da 20 episodi, andati in onda per la prima volta dal 18 febbraio 2008 al 12 agosto 2009 negli USA.
In Italia è stata trasmessa dal 19 luglio 2008 al 27 novembre 2009 su Nickelodeon.
In questa stagione appare per la prima volta Poof, il figlio di Cosmo e Wanda.
| nº | Titolo originale                            | Titolo italiano                      | Prima TV USA     | Prima TV Italia  |
| -- | ------------------------------------------- | ------------------------------------ | ---------------- | ---------------- |
| 1  | Fairly OddBaby                              | È arrivato Baby Poof                 | 18 febbraio 2008 | 19 luglio 2008   |
| 2  | Fairly OddBaby                              | È arrivato Baby Poof                 | 18 febbraio 2008 | 19 luglio 2008   |
| 3  | Mission Responsible                         | Da solo con Poof                     | 10 marzo 2008    | settembre 2008   |
| 3  | Hairicane                                   | Un uragano per capello               | 11 marzo 2008    | settembre 2008   |
| 4  | Open Wide and Say Aaagh!                    | Uno strano mal di gola               | 12 marzo 2008    | settembre 2008   |
| 4  | Odd Pirates                                 | La partita dei Pirati                | 13 marzo 2008    | settembre 2008   |
| 5  | The Fairly Oddlympics                       | Le Fanta Olimpiadi                   | 1º agosto 2008   | 2 agosto 2008    |
| 6  | Odd Squad                                   | A tutto gas                          | 12 maggio 2008   | settembre 2008   |
| 6  | For Emergencies Only                        | Una bacchetta per Timmy              | 13 maggio 2008   | settembre 2008   |
| 7  | Cheese & Crockers                           | Crocker con formaggio                | 14 maggio 2008   | settembre 2008   |
| 7  | Land Before Timmy                           | La Fanta preistoria                  | 15 maggio 2008   | settembre 2008   |
| 8  | Merry Wishmas                               | Il Natale dei desideri               | 12 dicembre 2008 | luglio 2009      |
| 9  | King Chang                                  | A caccia di alieni                   | 16 maggio 2008   | settembre 2008   |
| 9  | The End of the Universe-ity                 | L'ombra di Dark Laser                | 11 agosto 2008   | settembre 2008   |
| 10 | Sooper Poof                                 | Poof Super Bimbo                     | 12 agosto 2008   | settembre 2008   |
| 10 | Wishing Well                                | Buon desiderio                       | 13 agosto 2008   | settembre 2008   |
| 11 | Wishy Washy                                 | L'autolavaggio magico                | 14 agosto 2008   | settembre 2008   |
| 11 | Poof's Playdate                             | Un amico per Poof                    | 15 agosto 2008   | settembre 2008   |
| 12 | Vicky Gets Fired                            | Il licenziamento di Vicky            | 30 novembre 2008 | luglio 2009      |
| 12 | Chindred Spirits                            | I turbamenti di Mentone              | 30 novembre 2008 | luglio 2009      |
| 13 | 9 Lives!                                    | Nove vite                            | 30 novembre 2008 | luglio 2009      |
| 13 | Dread 'N' Breakfast                         | Paura a colazione                    | 30 novembre 2008 | luglio 2009      |
| 14 | Birthday Bashed!                            | Sorpresa di compleanno               | 9 luglio 2009    | luglio 2009      |
| 14 | Momnipresent                                | La Festa di Settembre                | 12 agosto 2009   | luglio 2009      |
| 15 | Wishology! Part 1: The Big Beginning        | Desideriologia: Il grande inizio     | 1º maggio 2009   | 25 novembre 2009 |
| 16 | Wishology! Part 1: The Big Beginning        | Desideriologia: Il grande inizio     | 1º maggio 2009   | 25 novembre 2009 |
| 17 | Wishology! Part 2: The Exciting Middle Part | Desideriologia: L'avventura di mezzo | 2 maggio 2009    | 26 novembre 2009 |
| 18 | Wishology! Part 2: The Exciting Middle Part | Desideriologia: L'avventura di mezzo | 2 maggio 2009    | 26 novembre 2009 |
| 19 | Wishology! Part 3: The Final Ending         | Desideriologia: Episodio finale      | 3 maggio 2009    | 27 novembre 2009 |
| 20 | Wishology! Part 3: The Final Ending         | Desideriologia: Episodio finale      | 3 maggio 2009    | 27 novembre 2009 |

## È arrivato Baby Poof
Cosmo e Wanda non badano più a Timmy, in quanto sono troppo tristi per il fatto di non poter avere un figlio, dato che le fate non possono più avere bambini a seguito di una fantalegge emanata dopo la nascita di Cosmo per non far nascere un altro idiota come lui. Timmy allora esprime il desiderio di avere un fanta-fratellino o una fanta-sorellina, così Cosmo rimane incinto (tra le fate è il maschio ad avere il bambino). Durante la gravidanza, però, Cosmo ha delle strane reazioni (sbalzi d'umore e vomito) e Timmy, in un momento di rabbia, lo fa sparire. Mentre Timmy e Wanda lo cercano, i folletti e le anti-fate scoprono che sta per nascere un bambino e lo vogliono rapire per i loro scopi malvagi. Ritrovato Cosmo, il bambino nasce grazie a un desiderio, ma non si riesce a capire se sia maschio o femmina. Per proteggerlo, Timmy lo nasconde a casa sua facendo credere ai suoi genitori che sia una bambola, ma alla fine anti-fate e folletti collaborano insieme per ingannare Timmy e rapiscono il piccolo, dirigendosi al castello di Anti-Cosmo. Dopo un lungo inseguimento, Timmy riesce a fermare le anti-fate e i folletti, così il piccolo torna con la sua famiglia e Jorgen gli regala un sonaglio magico. Si scopre inoltre che il neonato è un maschietto e, siccome dice sempre "poof", a Timmy viene l'idea di chiamarlo Poof.

## Da solo con Poof
Cosmo e Wanda sono stanchi di accudire Poof, così Timmy si propone di fare da baby sitter. I due vanno fuori a cena, avvertendo Timmy che comunque li avrebbe potuti chiamare per qualsiasi evenienza. Timmy, però, pensa che i due si preoccupino troppo e insegna a Poof a infrangere tutti i divieti. Ma in un momento di distrazione Poof porta Timmy sia in due cantieri (uno più pericoloso dell'altro) che all'interno della palla mortale di Dark Laser, che usa Poof come riserva di energia. Alla fine, con una scusa, Timmy chiede a Wanda di portarli entrambi in camera sua. La notizia del "neonato e del ragazzino con il cappellino rosa" arriva anche alla TV, facendo scoprire a Cosmo e a Wanda la verità e giudicando Timmy un irresponsabile.

## Un uragano per capello
Timmy desidera avere un'acconciatura alla moda perché tutti lo insultavano dopo che il barbiere gli aveva rovinato i capelli. Le cose peggiorano quando i suoi nuovi capelli vogliono distruggere Dimmsdale perché sono gelosi di Trixie e degli amici di Timmy.

## Uno strano mal di gola
Timmy deve togliere le tonsille. Il problema è che l'infermiera è Vicky e vuole rendergli la visita il più dolorosa possibile.

## La partita dei Pirati
Timmy desidera andare a vedere la partita dei Pirati, la squadra di baseball di Dimmsdale, ma per sbaglio Poof porta a Dimmsdale una vera barca dei pirati, che iniziano a saccheggiare la città.

## Le Fanta Olimpiadi
Fate, anti-fate e folletti sono in continua lotta: tutti credono di essere i migliori. All'inizio chiedono a Timmy di giudicarli in base alla pizza, ma poi è Timmy a decidere che se si doveva vincere, si doveva fare alla maniera terrestre. Così organizza delle fanta-olimpiadi. Jorgen crede però di essere l'unico in grado di vincere gare e conquista cinque medaglie d'oro. I folletti e le anti-fate lo fanno svenire in modo che siano loro a vincere, visto che credono che Jorgen sia l'unica fata a poter vincere. Ma Timmy decide di diventare l'allenatore delle fate. Così Mamma Cosma vincerà la gara di corsa, Poof quella di ginnastica, Cupido quella di tiro con l'arco e Cosmo quella attraverso un milione di anni.
- Guest star: Scott Hamilton

## A tutto gas
Timmy guarda un programma d'azione e desidera un'auto veloce e tecnologica. Mentre si diverte con le fate nel Fantamondo, Timmy apprende che Mamma Cosma è stata rapita, anche se dopo si scopre che è stato tutto un malinteso.

## Una bacchetta per Timmy
Wanda, Cosmo e Poof sono occupati a fare la foto di famiglia e, per questo, ignorano Timmy. Così decide di possedere una bacchetta magica e Wanda acconsente. La sua bacchetta esaudirà dieci desideri da usare solo nelle emergenze. I primi desideri li usa per vere emergenze, gli altri li spreca per stare insieme a Trixie e, quando alcune cose da lui desiderate si mettono a inseguirlo, non può fare altro che scappare.

## Crocker con formaggio
Per celebrare il mezzo giorno scolastico, Timmy desidera una macchina che combini gli elementi. Tutto si complica quando Crocker si fonde con un formaggio riuscendo ad avere i poteri del formaggio per catturare le fate di Timmy.

## La Fanta preistoria
Timmy, stanco di vivere nella tecnologia, desidera vivere nella preistoria. Ci sono anche lati negativi a questo desiderio, come per esempio che tutto è fatto di pietra. I problemi maggiori insorgono quando quattro vulcani stanno per eruttare, minacciando di colpire Dimmsdale.

## Il Natale dei desideri
Timmy, vedendo che nessuno dei suoi amici ha ricevuto regali da Babbo Natale, desidera che ogni abitante riceva una lettera capace di esaudire un desiderio. Ma la gente così rimpiazza Babbo Natale con il Natale dei desideri: toccherà a Timmy risolvere la cosa.

## A caccia di alieni
Mark Chang sta festeggiando il suo primo anno sulla Terra insieme a Timmy, ma in quel momento la navicella viene trasportata su Yugopotamia, al cospetto dei genitori di Mark. Re Grippulon spiega che qualcuno sta cercando di ucciderlo e Timmy si offre di fermare il nemico, mentre Grippulon si rifugerà sulla Terra, non prima di aver nominato Mark nuovo re. Si scopre presto che Mandie è la responsabile per aver cercato di uccidere Grippulon, con lo scopo di convincere quest'ultimo a nominare re Mark e poter diventare regina, obbligando Mark a sposarla. Dopo il matrimonio la nuova regina imprigiona Mark e Timmy, con lo scopo di conquistare Yugopotamia e distruggere la Terra: i due amici devono fermarla.

## L'ombra di Dark Laser
Dark Laser consegna a Timmy una borsa di studio e una tuta con dei poteri oscuri per indurlo verso il lato oscuro della forza. Dopo aver usato i poteri oscuri a suo vantaggio varie volte, Timmy viene obbligato da Dark Laser a distruggere la Terra: il ragazzo, Cosmo, Wanda e Poof devono sconfiggerlo.

## Poof Super Bimbo
I genitori di Timmy vedono Poof e pensano che sia un super bimbo alieno, per cui si affezionano a lui. Quindi solo Timmy potrà farlo ritornare da Cosmo e Wanda.

## Buon desiderio
Jorgen vede Timmy che, esaudendo troppi desideri, esaspera le sue fate. Quindi lo porta in un'accademia dove imparerà a usare i suoi desideri in modo corretto.

## L'autolavaggio magico
Timmy desidera un autolavaggio magico per lavare l'auto di suo padre, ma scopre che ogni cosa o persona che entra nell'autolavaggio magico diventa più nuova o più giovane. Quando Cosmo e Wanda vi entrano dentro, tornano adolescenti. Le cose si complicano ancora di più quando sparisce Poof e compaiono dei dinosauri e degli uomini primitivi.

## Un amico per Poof
Timmy, Wanda e Cosmo si preoccupano, visto che Poof non ha amici. Allora decidono di trasformare Juandissimo, Jorgen, Cupido e la Fatina dei denti in fanta-bambini perché facciano compagnia a Poof. Purtroppo Cosmo trasforma anche sé stesso e Wanda in fanta-bambini e da lì nascono i guai.

## Il licenziamento di Vicky
I genitori di Timmy licenziano Vicky. Allora lei diventa sindaco, presidente e governatore. Timmy per risolvere il problema la riassume come babysitter.

## I turbamenti di Mentone
Timmy desidera l'ultimo fumetto di Crimson Mentone che vede piangere di solitudine il supereroe. Allora Timmy desidera che abbia una compagna per combattere il crimine.

## Nove vite
Timmy dice a Catman che non può più combattere il crimine, a meno che non voglia perdere la sua ultima vita. Volendo sempre aiutare gli altri, Catman, con l'aiuto di Timmy, farà altre cose utili alla società, ma con risultati disastrosi.

## Paura a colazione
Il papà di Timmy lascia il suo lavoro per occuparsi della vendita di scimmie di pezza, che però nessuno vuole comprare. Decide così di trasformare la loro casa in un bed and breakfast. Sfortunatamente i primi ospiti sono il signor Crocker, Dark Laser e Tootie.

## Sorpresa di compleanno
È il compleanno di Timmy e i festeggiamenti sono pronti, finché Jorgen fa vedere un filmato a Timmy durante il quale afferma che dovrà perdere Cosmo, Wanda e Poof. Timmy decide di rovinare la sua stessa festa in modo da non far capire a Jorgen che è il suo compleanno. La festa, invece, era per l'anniversario di matrimonio dei genitori di Timmy.

## La Festa di Settembre
Timmy organizza ogni anno una festa chiamata Festa di Settembre, durante la quale vengono ospitate molte celebrità. Purtroppo ognuno di loro ha bisogno di qualcosa. Intanto la madre di Timmy ha preparato una lista di cose da fare insieme al figlio, che è quindi costretto a seguirla prima che inizi la festa.

## Desideriologia
Timmy, dopo aver provato il nuovo videogioco virtuale La trilogia dei desideri, viene convocato dal Fantamondo, poiché, essendo il prescelto, deve cercare di fermare l'oscurità creata da dei robot, con a capo Tenebroso, che hanno intenzione di invadere il mondo delle fate e annientare Timmy Turner. Nel corso del film Timmy e i suoi amici cercheranno di fermare Tenebroso e l'oscurità.